# Абул Касим Мухаммад Муслехуддин
Абул Касим Мухаммад Муслехуддин (англ. Abul Qasim Muhammad Muslehuddin; 1932—2003) — пакистанский музыкант.
Композитор и музыкальный менеджер, автор музыки к шестнадцати фильмам в Лолливуде, известен также творчеством в области бенгальской музыки и участием в различных телешоу.

## Биография
Родился 27 октября 1932 года в Восточном Пакистане, на территории современного Бангладеш.
После получения степени магистра экономики и торговли в Университете Дакки, в 1956 году переехал на территорию Западного Пакистана, в город Лахор, где начал работать в пакистанском кинематографе в качестве музыканта. Абул Муслехуддин и Дибо Бхаттачарья (Deebo Bhattacharya) были двумя бенгальскими композиторами, которые начали свою музыкальную карьеру в 1950-х годах в Западном Пакистане. Позже Муслехуддин встретил Мубашира Лукмана, пакистанского кинорежиссёра, который представил его в своем фильме под названием Aadmi.
Муслехуддин был автором музыки к фильму Humsafar, за который фильм получил премию Nigar Awards в номинации «Лучшая музыка». Он продолжил сочинять музыку для различных фильмов на языке урду: Daal Mein Kaala, Deewana, Joker, Jaan Pehchaan, Rahguzar и Josh. Помимо работы в киноиндустрии, Муслехуддин с 1964 года работал в пакистанской телекомпании Pakistan Television Corporation. Вместе со своей женой Нахид Ниязи, известной пакистанской певицей, продюсировал несколько детских телесериалов, таких, как Kaliyon Ki Mala и Padma Kee Mouje.
В Пакистане Муслехуддин удостоился наград за вклад в область музыки — Tamgha-e-Imtiaz в 1969 году и Pride of Performance в 1970 году.
Вместе с женой и детьми в 1971 году, после раскола Восточного Пакистана, эмигрировал в Великобританию, где провёл остаток своей жизни. Его дети Нермин Ниязи и Фейсал Мослех стали музыкантами и прославились альбомом Disco se Aagay. 
Умер вследствие инфаркта миокарда 7 августа 2003 года в английском графстве Уорикшир.